# Juan Carlos Ruiz Gijón

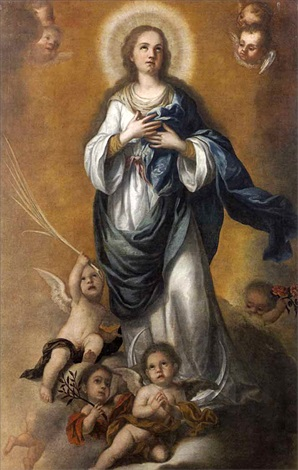
Inmaculada Concepción (atribuido), óleo sobre lienzo, 177 x 114 cm, colección particular.

Juan Carlos Ruiz Gijón fue un pintor barroco español nacido en Utrera en 1648. 
Hijo de Lucas Ruiz Gijón y hermano mayor del escultor Francisco Ruiz Gijón, se trasladó a Sevilla con su familia en 1660. Según Ceán Bermúdez, «parece haber sido discípulo de Francisco Herrera el mozo, según se propuso imitarle en una Concepción de mucho acompañamiento de ángeles, que pintó en aquel año [1677], y yo he visto en una casa particular de Sevilla, firmada de su mano, que manifestaba el buen gusto del autor en el colorido y la valentía de su pincel». Se le documenta en Sevilla vinculado a la Academia de dibujo fundada por Murillo y Herrera, de la que en 1673 fue elegido mayordomo, siendo su presidente Cornelio Schut. En 1673 otorgó carta de dote en favor de su esposa, Isabel de Hernández. No es seguro que se trate del mismo Juan Ruiz Gijón del que su mujer, Luisa de Zamora, se decía viuda ya en 1678.
Su producción conocida se reduce a un cuadro de la Inmaculada Concepción, probablemente el citado por Ceán, aunque fechado en 1671 y conservado en colección particular de Carmona, con peana de ángeles inspirados en la Apoteosis de San Francisco de Herrera el Mozo quien, habiendo abandonado Sevilla en 1660, no pudo ser maestro de Ruiz Gijón por mucho tiempo, una Cabeza de san Juan Evangelista de colección particular sevillana, otra de San Pablo, que salió a subasta en Madrid en 1972, y un lienzo de considerables dimensiones dedicado a Santa María Magdalena de Pazzis, conservado en la iglesia parroquial de San Pablo en Aznalcázar, firmado y fechado en 1670, cuyas figuras, en exceso rígidas, lo alejan de la influencia de Herrera.